# I Want You to Want Me (Solid HarmoniE)
I Want You to Want Me is een nummer van de Brits-Amerikaanse meidengroep Solid HarmoniE uit 1998. Het is de tweede single van hun titelloze studioalbum.
"I Want You to Want Me" werd een hit in Noord- en Midden-Europa. De plaat bereikte de 16e positie in het Verenigd Koninkrijk. In de Nederlandse Top 40 had het nummer het meeste succes met een 4e positie.